# Fort Knox (Kentucky)
Fort Knox é uma Região censo-designada localizada no estado americano de Kentucky, no Condado de Hardin e Condado de Meade.

## Demografia
Segundo o censo americano de 2000, a sua população era de 12.377 habitantes.

## Geografia
De acordo com o United States Census Bureau tem uma área de
54,3 km², dos quais 54,2 km² cobertos por terra e 0,1 km² cobertos por água. Fort Knox localiza-se a aproximadamente 226 m acima do nível do mar.

## Localidades na vizinhança
O diagrama seguinte representa as localidades num raio de 20 km ao redor de Fort Knox.